# Bill Grant (homme politique)
William Grant (né le 14 août 1951) est un homme politique du Parti conservateur écossais qui est député de la circonscription parlementaire britannique d'Ayr, Carrick et Cumnock de juin 2017 à novembre 2019.

## Jeunesse
Fils de mineur, Grant est élevé à Rankinston dans la vallée de Doon, dans l'est de l'Ayrshire, et fait ses études à Littlemill Primary dans le nord de Rankinston et à la Cumnock Academy.
Après ses études, Grant déménage à Ayr et travaille chez les pompiers pendant 31 ans, prenant sa retraite en tant que commandant adjoint du service d'incendie et de sauvetage de Strathclyde. Il est juge de paix pendant dix ans au tribunal de district d'Ayr.

## Carrière politique
Bill Grant est élu pour la première fois en tant que conseiller conservateur du South Ayrshire Council lors des élections du Conseil de 2007, étant l'un des quatre conseillers du quartier Ayr West élu avec plus de votes de première préférence que tout autre candidat du quartier avec 2176 voix (30,3 %) . Il est réélu aux élections du Conseil de 2012 avec 1 992 votes de première préférence (33,8%) .
Grant se présente comme candidat du Parti conservateur écossais à Ayr, Carrick et Cumnock aux élections générales britanniques de 2010, arrivant à la deuxième place derrière Sandra Osborne du Parti travailliste avec 11 721 voix (25,5%), soit une augmentation de 2,4% par rapport à la précédente. élection de 2005 . Il remporte le siège pour les conservateurs aux élections générales de 2017 contre Corri Wilson du SNP, remportant 18 550 voix (40,1%) devant Corri Wilson du SNP avec 15776 voix (34,1%).
Grant prononce son premier discours devant la Chambre des communes du Royaume-Uni le 3 juillet 2017 . Pendant cette période, Bill Grant ne s'est rebellé contre son parti qu'une seule fois lors de la nomination de Sir Ian Kennedy au poste de commissaire électoral .
Grant soutient le maintien du Royaume-Uni dans l'Union européenne lors du référendum d'adhésion au Royaume-Uni en 2016. Il soutient le règlement négocié par le Premier ministre Theresa May sur le Brexit, à condition que des assurances soient données sur la question du filet de sécurité nord-irlandais et des droits de pêche au Royaume-Uni .
Grant annonce en septembre 2019 qu'il ne se présenterait pas aux élections générales de 2019 .

## Vie privée
Grant est membre de la Kyle and Carrick Civic Society, du Alloway Rotary, du Ayr Classic Motorcycle Club et du Ayr Building Preservation Trust. C'est un passionné de bricolage, de jardinage et de motocyclisme .